# Macropus
Macropus és un gènere de marsupials que pertany a la família dels macropòdids. El gènere inclou cangurs terrestres.

## Taxonomia
El gènere inclou dues espècies vivents:
- Cangur gris occidental, Macropus fuliginosus
- Cangur gris oriental, Macropus giganteus